# Sant Fruitós de Claveral
Sant Fruitós de Claveral és una antiga església documentada des del 969, situada en l'antic terme municipal de Mur, dins de l'actual de Castell de Mur. Està situat al nord-est del terme, prop de la partida de Claveral.
Actualment està del tot arruïnada.